# Stéphane Mbia
Pour les articles homonymes, voir Mbia.
Stéphane Mbia Etoundi, né le 20 mai 1986 à Yaoundé (Cameroun), est un footballeur international camerounais qui évolue au poste de défenseur central ou milieu de terrain.
Avec la sélection camerounaise, il participe à la CAN 2010, à la Coupe du monde 2010, à la Coupe du monde 2014 et à la CAN 2015.

## Biographie

### Stade rennais (2004-2009)
Arrivé du Cameroun en 2003, il joue son premier match à Rennes lors de la saison 2004-2005 contre Auxerre en Coupe de la Ligue puis contre Nice en Ligue 1. Souvent utilisé par László Bölöni, Pierre Dréossi puis Guy Lacombe en raison de sa polyvalence, il peut également évoluer au poste d'arrière droit.
Il devient titulaire dès la saison 2005-2006 et joue 30 rencontres dont ses trois premières en coupe d'Europe. Puis 32 rencontres la saison suivante marquant son premier but professionnel le 4 novembre 2006 contre l'Olympique lyonnais. Lors de la saison 2007-2008, il prend part à 31 rencontres et marque 4 buts dont son premier en coupe d'Europe.
Lors de la saison 2008-2009, il marque contre le Rodez AF en quart de finale de la Coupe de France avant d’éliminer le Grenoble Foot et de perdre en finale contre l'EA Guingamp deux buts à un le 9 mai suivant.

### Olympique de Marseille (2009-2012)
Le 10 juillet 2009, Stéphane Mbia est transféré à l'Olympique de Marseille pour quatre ans et 12 millions d'euros. Le 22 août suivant, il participe à son premier match sous les couleurs olympiennes contre son ancien club, le Stade rennais en entrant à la 46e minute à la place d'Hatem Ben Arfa (score final 1-1). Il joue son premier match de Ligue des champions de sa carrière le 15 septembre suivant contre le Milan AC avant de jouer le Real Madrid quinze jours plus tard. Le 11 avril 2010, il marque son premier but avec l'OM face à l'OGC Nice lors d'une victoire quatre buts à un. Le 5 mai 2010, l'OM est officiellement champion de France après sa victoire contre Rennes, son ancien club, après avoir remporté la Coupe de la Ligue contre les Girondins de Bordeaux quelques semaines auparavant.
Le 23 avril 2011, il remporte la Coupe de la Ligue contre le Montpellier HSC avant de remporter le Trophée des Champions contre le Lille OSC sur le score fleuve de cinq buts à quatre. Il joue vingt-quatre rencontres et marque trois buts lors de cette saison.
Après avoir commencé la saison 2011-2012 et pris part à quatre rencontres avec l'OM, il quitte le club.

### Queens Park Rangers (2012-2013)
Le 31 août 2012, Stéphane Mbia signe un contrat de deux ans aux Queens Park Rangers, pour un montant approchant les six millions d'euros. Le 26 septembre suivant, il prend part à son premier match avec les Rangers à l'occasion du match de League Cup face à Reading, défaite trois buts à deux. Après la relégation du club, Stéphane Mbia est prêté en Liga avant d'être transféré définitivement la saison suivante.

### Séville FC (2013-2015)

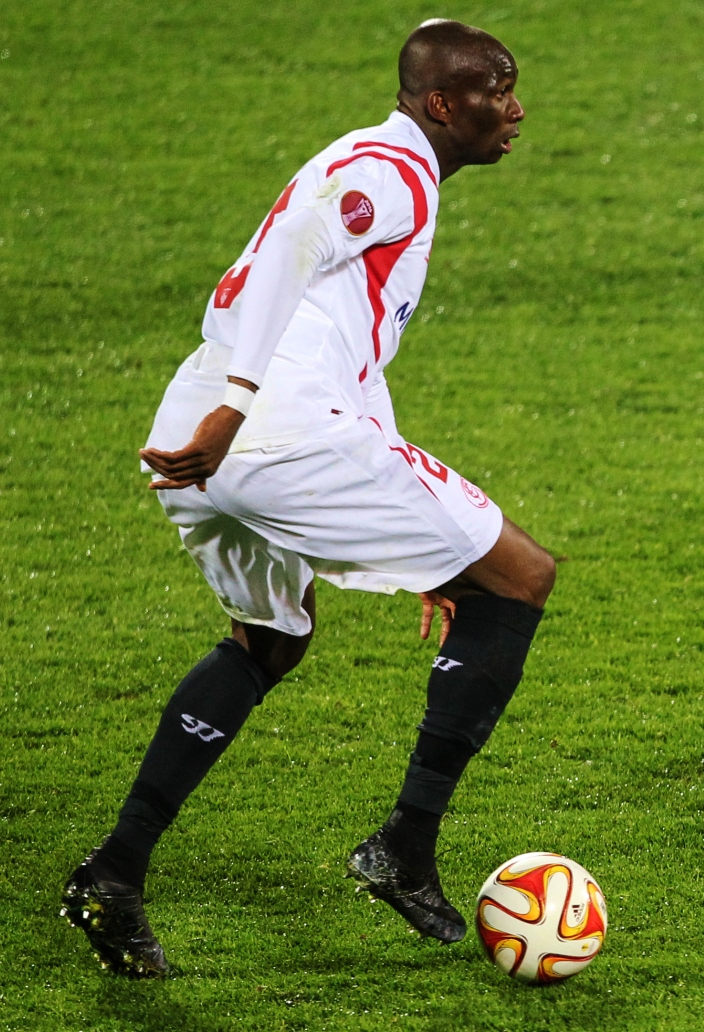
Mbia sous le maillot du FC Séville en 2015.

Le 6 juillet 2013, Stéphane Mbia devient officiellement un joueur du Séville FC. Le montant du transfert s'élève à 5 millions d'euros. Il fait ses débuts tant attendus avec le club andalou le 19 septembre suivant à l'occasion d'un déplacement à Estoril en Ligue Europa (victoire 1-2). Il inscrit son premier but lors du derby contre le Betis (victoire 4-0) à la 14e journée du championnat. En fin de sa première saison, les sévillans remportent la Ligue Europa face au club portugais du Benfica Lisbonne. Figurant dans le onze-type de la Liga, diffusé par la ligue espagnole, Mbia a pris part à 44 rencontres pour 6 buts toutes compétitions confondues.
Apprécié par l'entraîneur Unai Emery et les fans, Mbia livre de bonnes performances la saison suivante. Il dispute 45 matchs, marque 10 buts et remporte une seconde Ligue Europa consécutive en battant le FK Dnipro (3-2).
Le 27 août 2013, le Camerounais arrive en prêt pour une saison avec option d'achat dans le club espagnol du Séville FC. Lors de sa première saison, il prend part à trente rencontres et marque cinq buts toutes compétitions confondues et remporte la Ligue Europa lors de la séance de tirs au but face au club portugais du Benfica Lisbonne. Le club termine cinquième en championnat.
Le 31 août 2014, il signe officiellement avec le club andalou. Titulaire indiscutable, il prend part à trente-six rencontres, marque huit buts et remporte une seconde Ligue Europa consécutive en battant le FK Dnipro trois buts à deux. Le club termine de nouveau à la cinquième place de championnat.

### Exil en Turquie et en Chine (2015-2018)
Le 11 juin 2015, courtisé par de nombreux grands clubs européens, il choisit de s’engager avec Trabzonspor, dans le championnat turc, pour trois saisons. Il joue son premier match en Turquie le 6 août suivant en Ligue Europa contre le FK Rabotnički Skopje.
Le 28 janvier 2016, il quitte la Turquie pour rejoindre le club chinois du Hebei China Fortune.

### Le retour en Ligue 1 (2018-2019)
Le 14 août 2018, Stéphane Mbia annonce son retour en Ligue 1 et signe au Toulouse FC le 17 août 2018 pour une saison et portera le numéro 25.
Le 16 janvier 2019, il met un terme à son contrat en accord avec la direction du club.

### Sélections
Il est sélectionné pour la première fois avec le Cameroun lors de la saison 2005-2006, alors qu'il joue à Rennes. En 2008, le sélectionneur des Lions Indomptables Otto Pfister le sélectionne pour la Coupe d'Afrique des nations qui se déroule au Ghana. Il inscrit un doublé important en quarts de finale face à la Tunisie, permettant au Cameroun de se qualifier pour les demi-finales. Ces derniers s'inclinent par la suite face à l'Égypte en finale et Mbia figure dans l'équipe-type de la compétition. Cette même année, il est élu deuxième meilleur espoir africain derrière l'Ivoirien Salomon Kalou et participe aux Jeux olympiques où les Lions Indomptables s'inclinent en quart de finale contre le Brésil.
En 2010, il atteint les quarts de finale de la CAN mais s'incline contre l'Égypte, puis il participe pour la première fois à la Coupe du monde mais le Cameroun ne passe pas le premier tour.
Il participe de nouveau à la Coupe du monde 2014 au Brésil mais ne passe pas le premier tour. En 2015, il participe à la CAN pour la troisième fois mais sa sélection est éliminée dès le premier tour.

## Statistiques
| Saison                | Club                   | Championnat           | Championnat | Championnat | Coupe nationale | Coupe nationale | Coupe de la Ligue | Coupe de la Ligue | Supercoupe | Supercoupe | Compétition(s) continentale(s) | Compétition(s) continentale(s) | Compétition(s) continentale(s) | Cameroun | Cameroun | Total | Total |
| Saison                | Club                   | Division              | M.          | B.          | M.              | B.              | M.                | B.                | M.         | B.         | Comp.                          | M.                             | B.                             | M.       | B.       | M.    | B.    |
| 2004-2005             | Stade rennais FC       | Ligue 1               | 1           | 0           | 1               | 0               | 1                 | 0                 | -          | -          | -                              | -                              | -                              | -        | -        | 3     | 0     |
| 2005-2006             | Stade rennais FC       | Ligue 1               | 22          | 0           | 4               | 0               | 1                 | 0                 | -          | -          | C3                             | 3                              | 0                              | 1        | 0        | 31    | 0     |
| 2006-2007             | Stade rennais FC       | Ligue 1               | 30          | 1           | -               | -               | 2                 | 0                 | -          | -          | -                              | -                              | -                              | 6        | 1        | 38    | 2     |
| 2007-2008             | Stade rennais FC       | Ligue 1               | 25          | 3           | -               | -               | 2                 | 0                 | -          | -          | C3                             | 4                              | 1                              | 10       | 2        | 41    | 6     |
| 2008-2009             | Stade rennais FC       | Ligue 1               | 27          | 0           | 5               | 1               | 1                 | 0                 | -          | -          | C3                             | 2                              | 1                              | 5        | 0        | 40    | 2     |
| Sous-total            | Sous-total             | Sous-total            | 105         | 4           | 10              | 1               | 7                 | 0                 | -          | -          | -                              | 9                              | 2                              | 22       | 3        | 153   | 10    |
| 2009-2010             | Olympique de Marseille | Ligue 1               | 27          | 2           | 1               | 0               | 2                 | 0                 | -          | -          | C1+C3                          | 4+3                            | 0+0                            | 13       | 0        | 50    | 2     |
| 2010-2011             | Olympique de Marseille | Ligue 1               | 26          | 1           | 1               | 0               | 4                 | 0                 | 1          | 0          | C1                             | 6                              | 0                              | 4        | 0        | 42    | 1     |
| 2011-2012             | Olympique de Marseille | Ligue 1               | 15          | 1           | 1               | 0               | 2                 | 0                 | -          | -          | C1                             | 5                              | 0                              | 3        | 0        | 26    | 1     |
| 2012-2013             | Olympique de Marseille | Ligue 1               | 1           | 0           | -               | -               | -                 | -                 | -          | -          | C3                             | 3                              | 0                              | -        | -        | 4     | 0     |
| Sous-total            | Sous-total             | Sous-total            | 69          | 5           | 3               | 0               | 8                 | 0                 | 1          | 0          | -                              | 21                             | 0                              | 20       | 0        | 122   | 5     |
| 2012-2013             | Queens Park Rangers    | PL                    | 29          | 0           | 2               | 0               | 1                 | 0                 | -          | -          | -                              | -                              | -                              | 5        | 0        | 37    | 0     |
| Sous-total            | Sous-total             | Sous-total            | 29          | 0           | 2               | 0               | 1                 | 0                 | -          | -          | -                              | -                              | -                              | 5        | 0        | 37    | 0     |
| 2013-2014             | Séville FC (prêt)      | Liga                  | 20          | 3           | 2               | 0               | -                 | -                 | -          | -          | C3                             | 8                              | 2                              | 6        | 0        | 36    | 5     |
| 2014-2015             | Séville FC             | Liga                  | 23          | 4           | -               | -               | -                 | -                 | -          | -          | C3                             | 13                             | 3                              | 11       | 1        | 47    | 8     |
| Sous-total            | Sous-total             | Sous-total            | 43          | 7           | 2               | 0               | -                 | -                 | -          | -          | -                              | 21                             | 5                              | 17       | 1        | 83    | 13    |
| 2015-2016             | Trabzonspor            | Süper Lig             | 17          | 2           | -               | -               | -                 | -                 | -          | -          | C3                             | 1                              | 0                              | 4        | 1        | 22    | 3     |
| Sous-total            | Sous-total             | Sous-total            | 17          | 2           | -               | -               | -                 | -                 | -          | -          | -                              | 1                              | 0                              | 4        | 1        | 22    | 3     |
| 2016                  | Hebei China Fortune FC | CSL                   | 26          | 6           | 1               | 1               | -                 | -                 | -          | -          | -                              | -                              | -                              | 1        | 0        | 28    | 7     |
| 2017                  | Hebei China Fortune FC | CSL                   | 13          | 3           | 1               | 0               | -                 | -                 | -          | -          | -                              | -                              | -                              | -        | -        | 14    | 3     |
| Sous-total            | Sous-total             | Sous-total            | 39          | 9           | 2               | 1               | -                 | -                 | -          | -          | -                              | -                              | -                              | 1        | 0        | 42    | 10    |
| 2018-2019             | Toulouse FC            | Ligue 1               | 5           | 0           | -               | -               | -                 | -                 | -          | -          | -                              | -                              | -                              | -        | -        | 5     | 0     |
| Sous-total            | Sous-total             | Sous-total            | 5           | 0           | -               | -               | -                 | -                 | -          | -          | -                              | -                              | -                              | -        | -        | 5     | 0     |
| 2019                  | Wuhan Zall             | CSL                   | 24          | 0           | -               | -               | -                 | -                 | -          | -          | -                              | -                              | -                              | -        | -        | 24    | 0     |
| 2020                  | Shanghai Shenhua       | CSL                   | 12          | 0           | 1               | 0               | -                 | -                 | -          | -          | AFC                            | 5                              | 0                              | -        | -        | 18    | 0     |
| 2021                  | Wuhan Zall             | CSL                   | 5           | 1           | -               | -               | -                 | -                 | -          | -          | -                              | -                              | -                              | -        | -        | 5     | 1     |
| 2021-2022             | CF Fuenlabrada         | LaLiga2               | 10          | 0           | 2               | 0               | -                 | -                 | -          | -          | -                              | -                              | -                              | -        | -        | 12    | 0     |
| 2021-2022             | Tuzlaspor              | 1. Lig                | -           | -           | -               | -               | -                 | -                 | -          | -          | -                              | -                              | -                              | -        | -        | 0     | 0     |
| Total sur la carrière | Total sur la carrière  | Total sur la carrière | 358         | 28          | 22              | 2               | 16                | 0                 | 1          | 0          | -                              | 57                             | 7                              | 69       | 5        | 523   | 42    |

### Buts internationaux
|    | Date             | Lieu                                        | Adversaire   | Résultat | Compétition                 |
| -- | ---------------- | ------------------------------------------- | ------------ | -------- | --------------------------- |
| 1. | 3 juin 2007      | Stade Antoinette Tubman, Monrovia, Liberia  | Liberia      | 2-1      | Qualifications CAN 2008     |
| 2. | 4 février 2008   | Tamale Stadium, Tamale, Ghana               | Tunisie      | 3-2      | CAN 2008                    |
| 3. | 4 février 2008   | Tamale Stadium, Tamale, Ghana               | Tunisie      | 3-2      | CAN 2008                    |
| 4. | 15 octobre 2014  | Stade Ahmadou-Ahidjo, Yaoundé, Cameroun     | Sierra Leone | 2-0      | Qualifications CAN 2015     |
| 5. | 13 novembre 2015 | Stade Général Seyni Kountché, Niamey, Niger | Niger        | 0-3      | Qualifications Mondial 2018 |

## Palmarès

### En club
Il est finaliste de la Coupe de France 2009 avec le Stade Rennais mais perd en finale contre l'En Avant Guingamp (2-1).
Avec l'Olympique de Marseille, il est Champion de France 2010 puis vice-champion lors de la saison suivante. Il remporte la Coupe de la Ligue à trois reprises en 2010 (3-1 contre les Girondins de Bordeaux), en 2011 (1-0 contre le Montpellier HSC) et en 2012 (1-0 contre l'Olympique lyonnais). Il remporte également le Trophée des champions en 2011 (5-4 contre le Lille OSC).
Il remporte la Ligue Europa avec le FC Séville à deux reprises en 2014 lors d'une séance de tirs au but contre le Benfica Lisbonne et en 2015 contre le Dnipro Dnipropetrovsk sur le score de trois buts à deux.

### En sélection nationale
Avec le Cameroun, il est finaliste de la Coupe d'Afrique des nations 2008 mais est battu en finale contre l'Égypte.